# Musseromys
Musseromys es un género de roedores miomorfos de la familia Muridae. Son endémicos de Luzón (Filipinas).

## Especies
Se reconocen las siguientes:
- Musseromys anacuao
- Musseromys beneficus
- Musseromys gulantang
- Musseromys inopitatus